# Bagua Grande
A cidade peruana de Bagua Grande é a capital da Província de Utcubamba, situada no Departamento de Amazonas, pertencente a Região de Amazonas, Peru.